# Drachme (Grèce antique)
Pour les articles homonymes, voir Drachme.

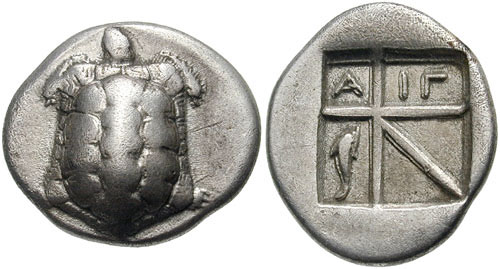
Drachme d'argent frappée à Égine, après 404 av. J.-C., 5.43 g. Type dit à la tortue terrestre (avers) ; au revers, au sein d'un carré incusé traversé par une étoile à 5 branches, on distingue les caractères Α Ι Γ [pour Égine] et un dauphin.

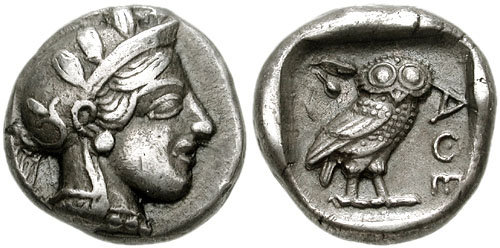
Drachme d'argent frappée à Athènes, vers 449-420 av. J.-C., 4.17 g ; à l'avers, le visage casquée d'Athéna, au revers carré incusé la chevêche et les lettres ΑΘΕ [pour ΑΘΗΝΑΙΩΝ, les Athéniens].

Drachme (en grec ancien δραχμή / drakhmế) est le nom de plusieurs monnaies grecques depuis l’Antiquité, ainsi que, par extension, du monde proche-oriental antique.

## Histoire

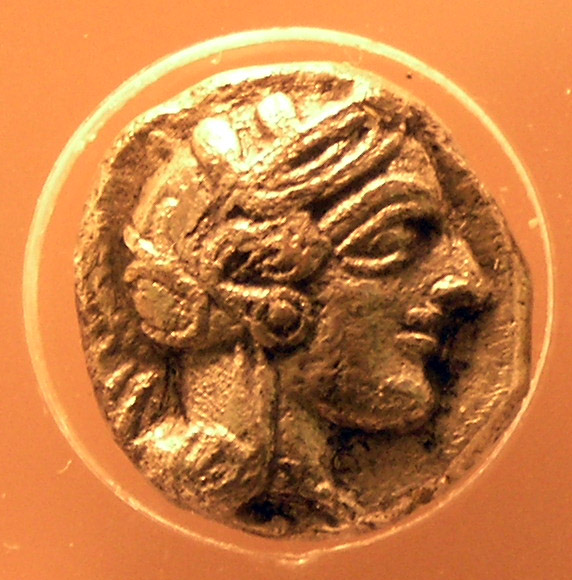
Drachme athénienne du Ve siècle av. J.-C., musée de l'Agora antique d'Athènes.

La radicant drachm renvoie en grec ancien à « une poignée pleine », sans doute de grains, le grain ici servant comme unité de masse. Elle est divisée en 6 oboles.
Dans le système monétaire grec antique, la drachme est en général une pièce d'argent. Mais on distingue trois sortes de drachme : la drachme d'Athènes de 4,32 g, soit un centième de mine monétaire, correspondant au poids-étalon attique, qui correspondrait à la livre grecque classique pesant 432 g ; la drachme de Corinthe de 8,60 g divisée en trois drachmes d'argent de 2,90 g chacune ; enfin le statère d'Égine, ou didrachme (deux drachmes), pesant 12,20 g, pour une drachme de 6,10 g.  
C'est dire que chaque cité frappait ses propres pièces, signe de son indépendance. Comme chaque cité avait son propre symbole, il existe de fait de nombreux types de pièces différents. Les plus célèbres sont les drachmes à l'effigie d'une chevêche d'Athéna. La drachme moderne, ancienne monnaie de la Grèce aujourd’hui remplacée par l’euro, tire son nom de la drachme antique.
À peu près équivalente au denier romain, elle correspond à une journée de travail.[réf. nécessaire]
Dans la mythologie grecque, c'est pour n'avoir pas donné trente drachmes aux dieux Apollon et Poséidon, que Laomédon, le roi de Troie, subira leur vengeance. La drachme est mentionnée dans le Nouveau Testament et dans le Coran. 
La drachme est mentionnée par Jésus dans la parabole de la drachme perdue présente dans l'Évangile selon Luc (Lc 15,8-10). L'épisode évangélique de la drachme perdue a inspiré de nombreux artistes-peintres.

## Multiples et subdivisions
On trouvait à cette époque le didrachme valant 2 drachmes, le tétradrachme ou statère valant 4 drachmes et à l'époque hellénistique le pentadrachme valant cinq drachmes, puis le décadrachme valant 10 drachmes, dont certains font partie des plus belles monnaies connues.
Les divisions de la drachme étaient l'obole, frappée en argent ou en bronze, il en fallait 6 pour former une drachme, et le chalque, frappé en cuivre, soit 1/8e d'obole selon l'étalon attique, ou 1/12e selon l'étalon éginétique.